# 망향 (1982년 영화)
《망향》(投奔怒海, Boat People)은 홍콩에서 제작된 허안화 감독의 1982년 드라마 영화이다. 임자상 등이 주연으로 출연하였고 하몽 등이 제작에 참여하였다.

## 출연

### 주연
- 임자상
- 마사신
- 유덕화

### 조연
- 진패
- 무건인
- 기몽석

## 기타
- 미술: 구정평